# Energy Transfer Partners
Energy Transfer LP er en amerikansk virksomhed indenfor pipeline transport af naturgas og propan De ejer en kontrollerende del af olieselskabet Sunoco LP og 100 % af Sunoco Logistics Partners Operations L.P.